# Conservatorio Estatal de Ankara de la Universidad de Hacettepe
El Conservatorio Estatal de Ankara de la Universidad de Hacettepe (en turco: Hacettepe Üniversitesi Ankara Devlet Konservatuvarı) es el primer conservatorio que se fundó en la República de Turquía, que fue establecido en 1936 en Ankara por una decisión de Mustafa Kemal Atatürk. El conservatorio es parte de la Universidad de Hacettepe. Entre los personajes notables que asistieron a la escuela de música se incluyen en Evelyn Baghtcheban, Samin Baghtcheban, İlhan Baran, Carl Ebert, Paul Hindemith, Fereydoun Nassehi, İstemihan Taviloğlu.